# Sitio de Harfleur
El sitio de Harfleur (18 de agosto de 1415 - 22 de septiembre de 1415) fue llevado a cabo con éxito por los ingleses en Normandía, Francia, durante la Guerra de los Cien Años. Fue la primera acción militar importante en la Guerra lancasteriana, la tercera y última fase del conflicto de un siglo. El asedio terminó cuando el puerto francés de Harfleur se rindió ante los ingleses.

## Antecedentes
Enrique V de Inglaterra invadió Francia después del fracaso de las negociaciones con Carlos VI de Valois. Reclamó el título de rey de Francia a través de su bisabuelo Eduardo III, aunque en la práctica los reyes ingleses estaban generalmente dispuestos a renunciar a esta pretensión si los franceses reconocían sus reclamos sobre Aquitania y otras tierras francesas (los términos del tratado de Brétigny). Inicialmente llamó a un gran consejo en la primavera de 1414 para discutir la posibilidad de ir a la guerra con Francia, pero los señores insistieron en que debería negociar más y moderar sus reclamaciones. En las siguientes negociaciones, Enrique dijo que abandonaría su reclamo del trono francés si estos pagaban los 1.6 millones de coronas pendientes del rescate de Juan II (que había sido capturado en la batalla de Poitiers en 1356), y cedían a Inglaterra el dominio sobre las tierras de Normandía, Turena, Anjou, Bretaña y Flandes, así como Aquitania. Enrique se casaría con la princesa Catalina, la joven hija de Carlos VI, y recibiría una dote de 2 millones de coronas. Los franceses respondieron con lo que consideraron los términos generosos del matrimonio con la princesa Catalina, una dote de 600.000 coronas y Aquitania. Para 1415, las negociaciones se habían detenido, y los ingleses afirmaban que los franceses se habían burlado de sus pretensiones y ridiculizado a su propio rey. En diciembre de 1414, el Parlamento de Inglaterra fue persuadido de concederle a Enrique un «doble subsidio», un impuesto al doble de la tasa tradicional, para recuperar su herencia de los franceses. El 19 de abril de 1415, Enrique volvió a pedir al gran consejo que sancionara la guerra con Francia, y esta vez estuvieron de acuerdo.

## Preparativos
El martes 13 de agosto de 1415, Enrique desembarco en Chef-en-Caux, en el estuario del Sena. Luego atacó a Harfleur con 2000 hombres de armas y 6000 arqueros. La guarnición francesa de 100 hombres fue reforzada por dos caballeros experimentados, Jean I de Estouteville y Raúl de Gaucourt, que llegaron con otros 300 hombres de armas y tomaron el mando.

## El asedio
El 18 de agosto, Tomás de Clarence, dirigió una parte del ejército para establecer un campamento en el extremo este de la ciudad. Esto significó que la ciudad fue cercada y un convoy de socorro francés, con provisiones de armas de fuego, pólvora, flechas y ballestas fue capturado.
Los detalles del asedio no son bien conocidos, pero parecen haber seguido el patrón estándar de la guerra de asedio en la Baja Edad Media. Después de que los muros habían sido seriamente dañados por los doce grandes cañones y otra artillería tradicional del bagaje de asedio inglés, Enrique planeó un asalto general un mes después del día en que la ciudad había sido envuelta. Pero los comandantes de la ciudad pidieron un parlamento y se acordó que si el ejército francés no llegaba antes del 23 de septiembre, la ciudad se rendiría a los ingleses.
Harfleur cedió a los invasores el 22 de septiembre. Los caballeros fueron puestos en libertad condicional para cobrar el rescate, y se permitió que los habitantes del pueblo que estaban dispuestos a jurar lealtad a Enrique permanecieran, mientras que a los demás se les ordenó partir.

## Consecuencias
Durante el asedio, el ejército inglés había sido duramente atacado por la disentería (conocida entonces como el «flujo sangriento») que continuó afectando después de que el asedio terminara. Es posible que Enrique perdiera entre un cuarto y un tercio de sus hombres por disentería como resultado del asedio.  El rey dejó una pequeña guarnición en la ciudad y el lunes 8 de octubre partió con el resto de su ejército para ir a Calais. Buscó un puente o vado indefenso o débilmente defendido en el río Somme con la esperanza de pasar al lado del ejército francés, pero aunque cruzó el Somme no pudo evadir al ejército francés y se vio obligado a combatir en la batalla de Azincourt.

## En la cultura popular
Como forma un episodio crucial en la obra de William Shakespeare, Enrique V, el asedio se retrata en todas las adaptaciones cinematográficas, incluida la película de 1944 de Laurence Olivier, la película de 1989 de Kenneth Branagh y en el telefilme de 2012. También se representa ficticiamente en la novela histórica Azincourt (2008), así como en la novela infantil My Story: A Hail of Arrows: Jenkin Lloyd, Agincourt, France 1415, y la novela danesa The Highest Honor (2009) de Susanne Clod Pedersen.